# Axillarlinie

Axillarlinien

Die Axillarlinien (lat. līneae axillares) sind gedachte Linien entlang des Oberkörpers senkrecht ausgehend von bestimmten Punkten der Achselhöhle.
Es gibt rechts und links jeweils drei Axillarlinien:
- vordere Axillarlinie (Linea axillaris anterior): verläuft senkrecht vom höchsten Punkt der vorderen Achselfalte, welche durch den Musculus pectoralis major gebildet wird, nach unten
- mittlere Axillarlinie (Linea axillaris media): verläuft senkrecht vom höchsten Punkt der Achselhöhle bzw. Mitte der Achselhöhle aus nach unten
- hintere Axillarlinie (Linea axillaris posterior): verläuft vom höchsten Punkt der hinteren Achselfalte, welche durch den Musculus latissimus dorsi und den Musculus teres major gebildet wird, senkrecht nach unten